# Nathaniel Wallich
Nathaniel Wallich, född 28 januari 1786, död 28 april 1854, var en danskfödd botanist, verksam i Indien. Han var bror till Arnold Wallick och far till George Charles Wallich.
Wallich publicerade två större verk: Tentamen Flora Nepalensis Illustratae (1824-1826) och Plantae Asiaticae Rariories (1830-1832).
År 1817 fick han tjänst som överintendent vid Calcutta Botanic Garden och kom att bli en viktig stödperson för botanister på växtinsamlingsresor.
Han beskrev många nya växter, men alla räknas idag som ogiltiga, förutom de som validerats av andra botanister. 
Exempel på växter som uppkallats efter Wallich är:
Dombeya (Dombeya wallichii)
Hästsvansrotala (Hydrolythrum wallichii)
Indisk förgätmigej (Cynoglossum wallichii)
Nepallök (Allium wallichii)
Slöjklerodendrum (Clerodendrum wallichii)
Syrenslide (Persicaria wallichii)
Auktorsnamnet Wall. kan användas för Nathaniel Wallich i samband med ett vetenskapligt namn inom botaniken; se Wikipediaartiklar som länkar till auktorsnamnet.